# Chants hourrites

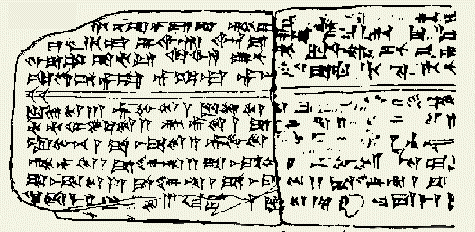
Un dessin de la tablette sur laquelle est gravé l'hymne à Nikkal.

Les Chants hourrites sont une collection de trente-six morceaux de musiques gravés en écriture cunéiforme sur des tablettes d'argile extraites de l'ancienne cité d'Ougarit dans l'actuelle Syrie, qui remontent approximativement à 1400 av. J.-C. L'une de ces tablettes, qui est presque complète, contient l’hymne à Nikkal (aussi connue sous le code h.6), en faisant le plus ancien exemple connu de notation musicale au monde,. Bien que les noms des auteurs de certains fragments de la collection soient connus, celui de h.6 reste anonyme.

## Hymne à Nikkal
La tablette référencée h.6 contient un hymne sémite, dédié à la déesse du Verger nommée Nikkal, sous forme de paroles accompagnées d'instructions pour un instrument à neuf cordes ressemblant probablement à une lyre. On l'appelle l'hymne à Nikkal.

## Discographie
- (en) Music of the Ancient Sumerians, Egyptians & Greeks, nouvelle édition augmentée. Ensemble De Organographia (Gayle Stuwe Neuman et Philip Neuman). Enregistrement sur CD, Oregon City, Pandourion Records, Pandourion PRDC no 1005, 2006. [Inclut le h.6 presque complet (sous le titre « A Zaluzi to the Gods »), de même que des fragments des 14 autres, suivant les transcriptions de M. L. West.]